# Тяга поездов

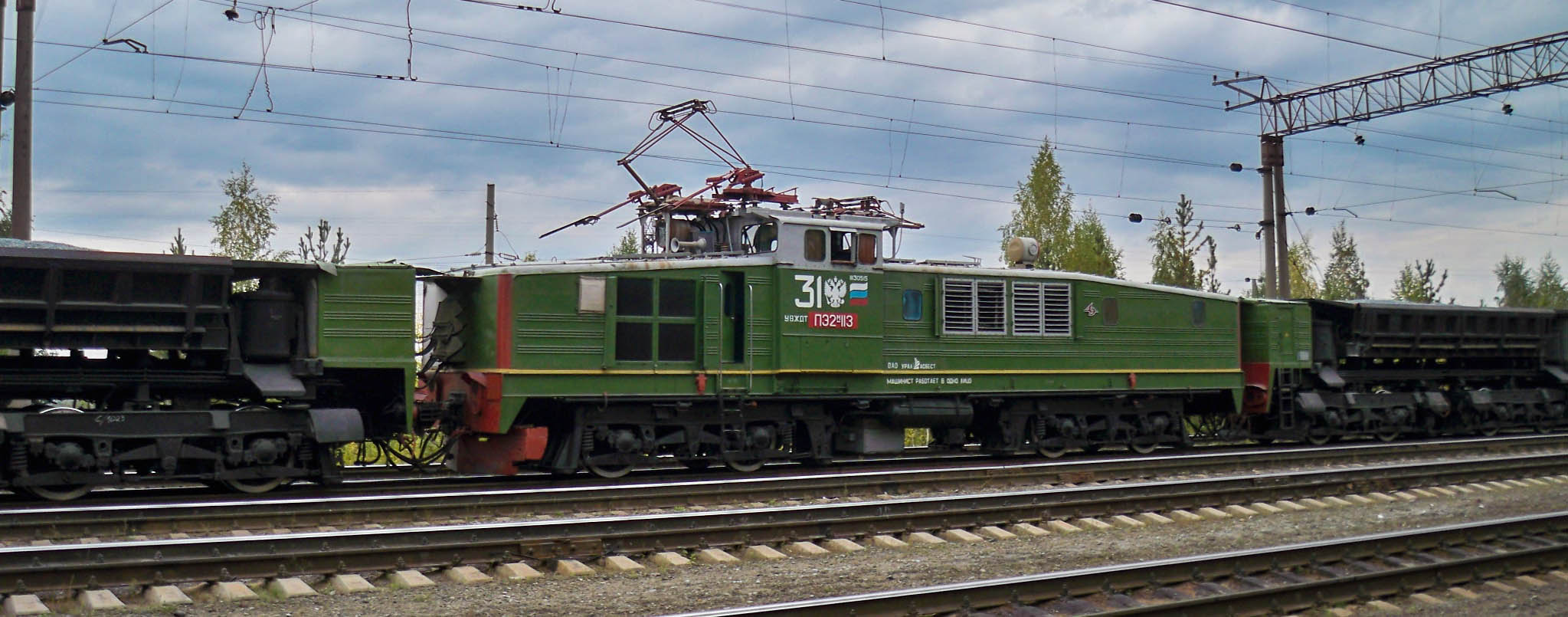
Тяговый агрегат ПЭ2^{м} — электровоз со сцепленными к нему моторными грузовыми вагонами (думпкарами), применяемыми для увеличения силы тяги

Тяга поездов — прикладная наука, изучающая комплекс вопросов, связанных с теорией механического движения поезда и работой локомотивов. В теоретической части данная наука основана на физических законах, а в прикладной части — на результатах испытаний подвижного состава (локомотивов и вагонов) и обобщения опыта их эксплуатации.

## Структура и изучаемый комплекс вопросов
Как наука тяга поездов состоит из четырёх взаимосвязанных разделов:
- теория тяги — решает вопросы эффективной эксплуатации железных дорог, рассчитывает параметры вновь проектируемых линий, участков, переводимых с одного вида тяги на другой;
- тяговые расчёты — рассматривает условия движения поезда и решает задачи, связанные с определением сил, действующих на поезд, и законов движения поезда под воздействием этих сил;
- испытания подвижного состава — служат для определения и проверки основных данных локомотивов, необходимых для нормирования веса поезда и тяговых расчётов;
- техника вождения поездов.

Объектом изучения являются основные закономерности, которые едины для различных видов тяги — (паровозная, тепловозная, электровозная), и особенности, свойственные каждому из этих видов в отдельности. Непосредственно исследуются следующие параметры:
- природа сил, действующих на поезд (в том числе и сцепление колёс с рельсами)
- процесс образования данных сил и их ограничения
- методы повышения мощности и сил тяги локомотива и тормозных сил, реализуемых в поезде
- режимы управления тягой и регулирования системы тягового электроснабжения
- сопротивление движению подвижного состава и его составных элементов, с целью совершенствования методики тяговых расчётов и изыскания путей сокращения энергетических затрат на перемещение поездов
- действия тормозных сил и способы управления ими

## История изучения тяги поездов
Первые основы тяги поездов были заложены ещё в 1813 году англичанином Уильямом Гедли. Это было связано с тем, что самые первые паровозы были не способны тянуть тяжёлые поезда, а вместо этого буксовали на месте. В связи с этим многочисленные конструкторы стали высказывать сомнения в том, что паровоз с гладкими колёсами на гладких рельсах вряд ли вообще сможет развить сколь-либо серьёзную силу тяги. Поэтому предлагались различные варианты привода для рельсовых машин, в том числе с зубчатой рейкой, уложенной вдоль полотна, либо с «ногами». Однако многие владельцы предприятий ясно осознавали бесперспективность большинства таких идей. Среди них был владелец Вайламских копей Кристофер Блакетт, который поручает Уильяму Гедли (тогда главный смотритель на копях) определить, какую же силу тяги способен развить обычный паровоз на гладких рельсах без каких-либо дополнительных устройств тяги.

## Определения
Поезд — сложная система, состоящая из многих элементов с упругими (междувагонные сцепления) и жесткими (рельсы или дорожное покрытие без учета их упругости) взаимными связями. Вследствие этого при движении поезда по рельсовому пути или дороге имеет место сложное движение.
Полезная составляющая движения поезда — перемещение вдоль оси пути, сопровождается вращением колес, осей, якорей тяговых двигателей, элементов движущих механизмов, а также различных колебаний.

## Вождение поезда (локомотива)
- Вождение пассажирских поездов (учебный фильм МПС РФ)